# Softbol nos Jogos Olímpicos de Verão de 2000
O torneio de softbol nos Jogos Olímpicos de Verão de 2000 se realizou em Sydney, na Austrália. Oito equipes femininas diputaram a medalha de ouro, ganha pelos Estados Unidos.
O softbol é uma modalidade exclusivamente feminina nos Jogos Olímpicos, assim como o nado sincronizado e a ginástica rítmica.

## Resultado final
| Ouro | Prata | Bronze |
| Estados Unidos Laura Berg Lisa Fernandez Lori Harrigan Michele Smith Christie Ambrosi Jennifer Brundage Crystl Bustos Sheila Cornell Danielle Henderson Jennifer McFalls Stacey Nuveman Leah O'Brien Dot Richardson Michelle Venturella Christa Lee Williams | Japão Misako Ando Yumiko Fujii Taeko Ishikawa Kazue Ito Yoshimi Kobayashi Shiori Koseki Mariko Masubuchi Naomi Matsumoto Emi Naito Haruka Saito Juri Takayama Hiroko Tamoto Reika Utsugi Miyo Yamada Noriko Yamaji | Austrália Joanne Brown Kerry Dienelt Peta Edebone Tanya Harding Melanie Roche Natalie Ward Brooke Wilkins Sandra Allen Sue Fairhurst Selina Follas Fiona Hanes Kelly Hardie Sally McDermid Simmone Morrow Natalie Titcume |

## Primeira fase

### Grupo único
| Equipe         | J | V | D | BP | BC | Pct.  |
| -------------- | - | - | - | -- | -- | ----- |
| Japão          | 7 | 7 | 0 | 18 | 7  | 1.000 |
| Austrália      | 7 | 6 | 1 | 22 | 5  | .857  |
| China          | 7 | 5 | 2 | 26 | 4  | .714  |
| Estados Unidos | 7 | 4 | 3 | 19 | 6  | .571  |
| Itália         | 7 | 2 | 5 | 3  | 27 | .286  |
| Nova Zelândia  | 7 | 2 | 5 | 12 | 22 | .286  |
| Cuba           | 7 | 1 | 6 | 6  | 30 | .143  |
| Canadá         | 7 | 1 | 6 | 13 | 18 | .143  |

| 17 de setembro |      |                |
| Canadá         | 0–6  | Estados Unidos |
| Itália         | 0–5  | China          |
| Cuba           | 1–4  | Japão          |
| Nova Zelândia  | 2–3  | Austrália      |
| 18 de setembro |      |                |
| China          | 1–3  | Japão          |
| Cuba           | 0–3  | Estados Unidos |
| Nova Zelândia  | 3–2  | Canadá         |
| Austrália      | 7–0  | Itália         |
| 19 de setembro |      |                |
| Japão          | 2–1  | Estados Unidos |
| Itália         | 1–0  | Cuba           |
| Nova Zelândia  | 0–10 | China          |
| Austrália      | 1–0  | Canadá         |
| 20 de setembro |      |                |
| Nova Zelândia  | 6–2  | Cuba           |
| Japão          | 1–0  | Austrália      |
| Canadá         | 7–1  | Itália         |
| China          | 2–0  | Estados Unidos |
| 21 de setembro |      |                |
| Nova Zelândia  | 0–1  | Itália         |
| Estados Unidos | 1–2  | Austrália      |
| Cuba           | 0–7  | China          |
| Japão          | 4–3  | Canadá         |
| 22 de setembro |      |                |
| Estados Unidos | 2–0  | Nova Zelândia  |
| Canadá         | 1–2  | Cuba           |
| China          | 0–1  | Austrália      |
| Japão          | 2–0  | Itália         |
| 23 de setembro |      |                |
| Austrália      | 8–1  | Cuba           |
| China          | 1–0  | Canadá         |
| Nova Zelândia  | 1–2  | Japão          |
| Estados Unidos | 6–0  | Itália         |

## Semifinal
| 25 de setembro |     |                |
| Japão          | 1–0 | Austrália      |
| China          | 0–3 | Estados Unidos |

## Final
| 25 de setembro |     |                |
| Austrália      | 0–1 | Estados Unidos |

## Grand Final
| 25 de setembro |     |                |
| Japão          | 1–2 | Estados Unidos |